# Philippe Bobin
Philippe Bobin (né le 24 janvier 1955 dans le 10e arrondissement de Paris) est un athlète français, spécialiste des épreuves combinées.

## Biographie
Médaillé d'argent aux Universiades d'été de 1975, il participe aux décathlon des Jeux olympiques d'été de 1976, à Montréal, et se classe 14e du concours du décathlon.
Son record personnel au décathlon est de 7 662 points (1977)et son record au saut à la perche est de 5m40(1981)